# Oregon Route 47

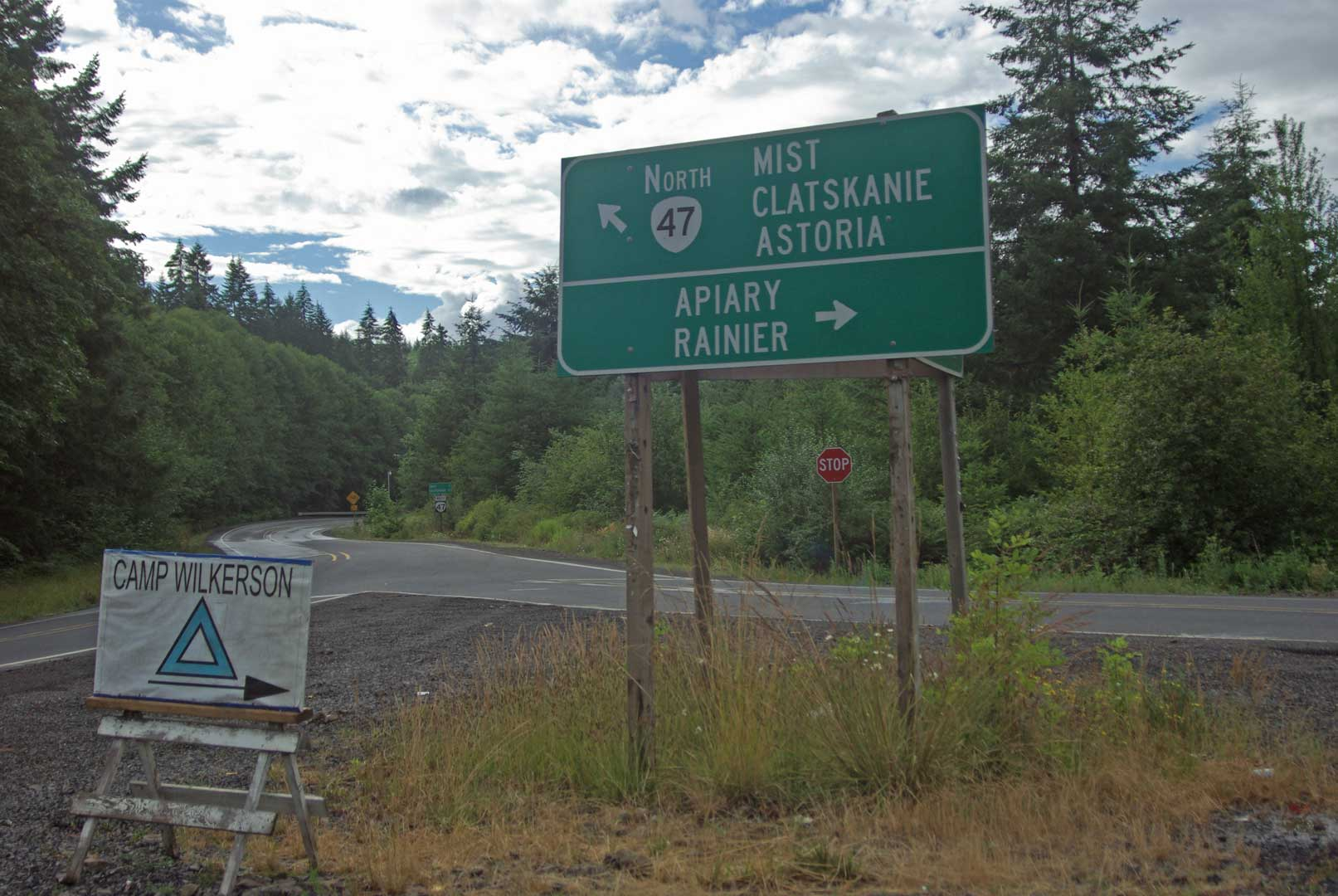
Apiary Junction

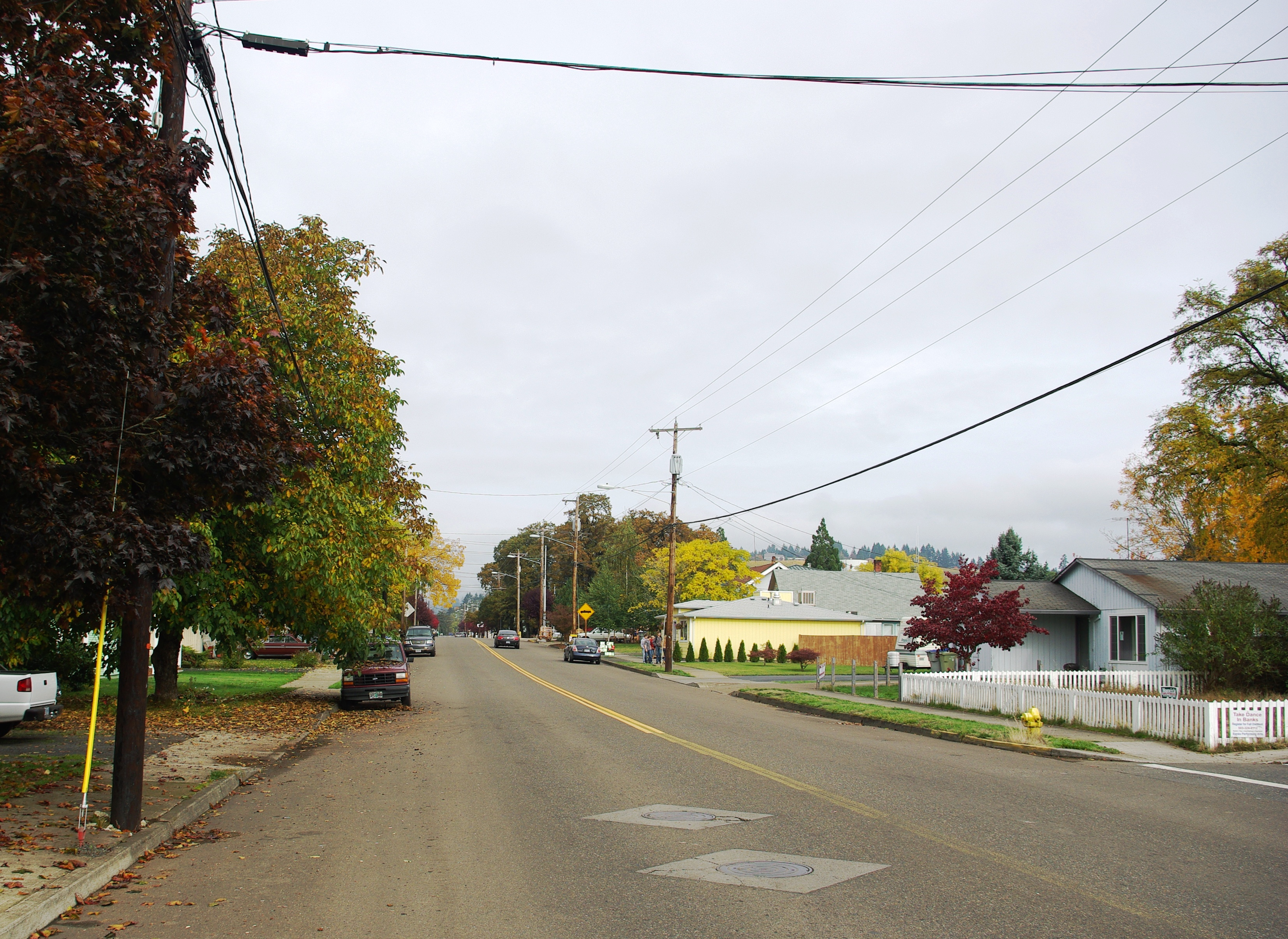
Az út Banksben

Az Oregon Route 47 (OR-47) egy  oregoni állami országút, amely észak–déli irányban az Oregon Route 99W McMinnville és St. Joseph közötti kereszteződése és a U.S. Route 30 clatskanie-i elágazása között halad.
A szakasz a Tualatin Valley Highway No. 29, a Sunset Highway No. 47, a Nehalem Highway No. 102 és a Mist–Clatskanie Highway No. 110 része.

## Leírás
A nyomvonal McMinnville-től északkeletre, az OR 99W-ről leágazva kezdődik északnyugati irányban. Yamhillt elérve az út északkeletre fordul,  ezután először Gastonba, később pedig Forest Groveba érkezik. Banksnél az OR 6-tal való találkozás után a nyomvonal északnyugati irányban összefonódik a U.S. Route 26-tal. Önálló szakaszán újra északra haladva az útvonal először a 202-es út misti elágazását érinti, majd megérkezik Clatskanie-ba, ahol a 30-as szövetségi útba torkollik.